# تپه گورستان شیوخ
تپه گورستان شیوخ در شهرستان دهلران، بخش موسیان، دشت عباس واقع شده و این اثر در تاریخ ۱۲ شهریور ۱۳۸۰ با شمارهٔ ثبت ۳۸۱۳ به‌عنوان یکی از آثار ملی ایران به ثبت رسیده است.